# Caulibugula levinseni
Caulibugula levinseni är en mossdjursart som beskrevs av Osburn 1940. Caulibugula levinseni ingår i släktet Caulibugula och familjen Bugulidae. Inga underarter finns listade i Catalogue of Life.